# Traité d'Oñate

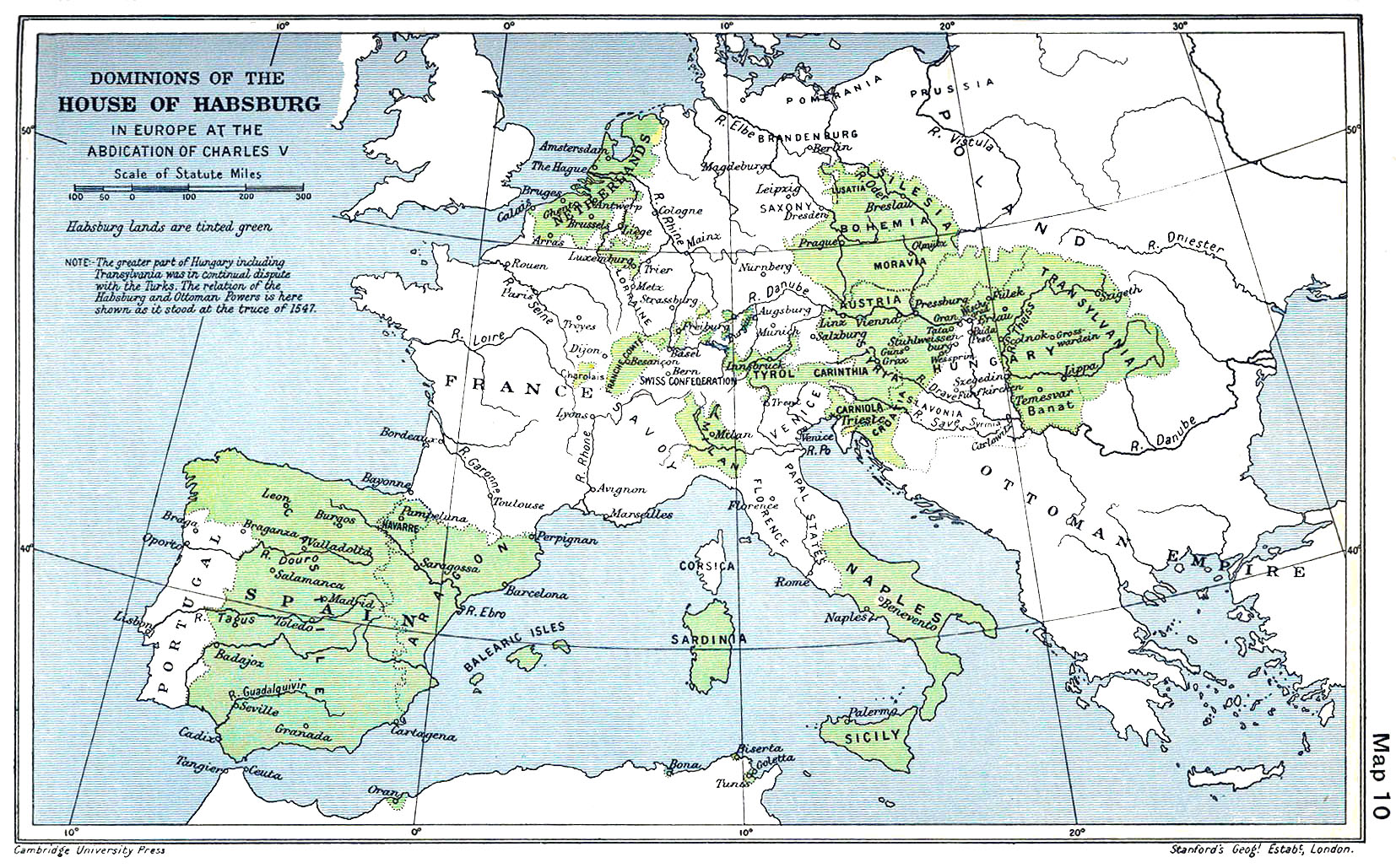
Les possessions des Habsbourg après la bataille de Mühlberg (1547)

Le traité d’Oñate (29 juillet 1617,,) est une loi de succession entre les deux branches (autrichienne et espagnole) de la Maison de Habsbourg. Ce traité doit son nom à l'un des principaux négociateurs, l'émissaire espagnol Íñigo Vélez de Guevara, comte d’Oñate.

## Contexte
À 60 ans, l’empereur Matthias n'avait toujours aucune descendance légitime, et le dernier frère qu'il lui restait à la mort de Rodolphe II, lui aussi sans enfants, renonçait à sa succession. Il ne restait comme prétendants pour les couronnes de Hongrie et de Bohême que Philippe III d'Espagne et l'archiduc Ferdinand. Les deux branches de la Maison de Habsbourg entrèrent donc en négociation. Le chancelier de l’empereur Matthias, Melchior Klesl, fut tenu à l'écart de ces pourparlers.

## Le traité
L'accord conclu entre les deux branches sous l'arbitrage de l'empereur Matthias stipulait que le roi d'Espagne renonce à ses prétentions sur la Hongrie et la Bohême, au bénéfice de Ferdinand et de sa descendance mâle ; il obtenait en contrepartie les bailliages stratégiques d’Ortenburg et de Haguenau en Alsace. Ferdinand avait fermement tenu à préciser, dans une apostille tenue secrète du traité, que la descendance mâle de la lignée espagnole aurait toujours précédence sur la descendance féminine de la lignée autrichienne. Il acceptait en outre, après son élection comme empereur du Saint-Empire romain, de céder au roi d'Espagne les fiefs de Finale et Piombino en Italie.

## Conséquences
Ce traité met un terme aux conflits qui déchiraient jusque-là la Maison de Habsbourg, qui ne reconnaissait pas l'élection de Ferdinand aux trônes de Hongrie et de Bohême. Pour l’Espagne, le gain de terres en Alsace facilitait l'approvisionnement et la relève des troupes aux Pays-Bas espagnols et en Italie.
Si la France dénonça par la suite ce traité comme une tentative d'encerclement par l’Espagne, elle ne put toutefois l'agiter comme casus belli pour son intervention dans la guerre de Trente Ans, car l'accord n'était qu'officieux. Cet accord n'en rapprocha pas moins les Habsbourg d’Autriche et d’Espagne, ce qui indiscutablement devait tendre les relations internationales. Le traité fut confirmé en 1631.